# Dennis Cartier
Dennis Cartier, pseudoniem van Dennis Parmentier (Ardooie, 14 april 1989) is een Belgische diskjockey die die bekendstaat om zijn energieke housemuziek en zomerse vibes.
Dennis begon op zijn zestiende kunstonderwijs te volgen in het Stedelijke Academie voor Schone Kunsten te Brugge. Op dat moment leerde een klasgenoot van hem om met FL Studio elektronische muziek te maken.
Zijn eerste doorbraak als Dennis Cartier kwam in 2014, toen zijn demotrack 'OMFG' de aandacht trok van Vato Gonzalez tijdens een muziekconferentie, wat het begin markeerde van zijn opmars in de muziekindustrie.
Hij host Cartieradio. Vier jaar na de start van de podcast in 2015 werd hij opgepikt door andere verschillende online-radiostations.
Dennis maakte zijn debuut op Tomorrowland 2017, een bepalend moment in zijn carrière.
In 2018 werd hij erkend door Fedde le Grand die hem een publishingcontract bij Armada Music Publishing aanbood. Sindsdien werd zijn muziek opgepikt door onder meer Calvin Harris, David Guetta, Fedde Le Grand, etc. om er maar een paar te noemen.
 Zijn lied 'Voy A Bailar', op Lost Frequencies' platenlabel, behaalde groot succes door de top 3 te bereiken van meest door dj's ondersteunde tracks, wat zijn groeiende invloed en impact binnen het genre benadrukt. De track werd ook opgepikt door BBC Radio 1.
In 2020 richtte hij Cartierecordings op, dat in 2023 evolueerde naar What Da House, een platenlabel en platform dat zowel opkomend talent als gevestigde artiesten ondersteunt. Hij bracht ook zijn debuutpopsingle uit op zijn label. Op 2 februari 2023 bracht hij zijn debut album 'PASSION' uit. Een van de hoogtepunten van What Da House is de eerste internationale showcase tijdens het  Amsterdam Dance Event in 2024.
Met twee decennia ervaring blijft Dennis zich ontwikkelen en brengt hij zijn sounds naar festivals, clubs wereldwijd.